# Носков, Дмитрий Григорьевич
Дмитрий Григорьевич Носков (1910, с. Нижнее Калино, Пермский край, Российская империя — 1974, Чусовой, Коми-Пермяцкий национальный округ, СССР) — советский хозяйственный, государственный и политический деятель, Герой Социалистического Труда.

## Биография
Родился в 1910 году в селе Нижнее Калино. Член КПСС.
С 1931 года — на хозяйственной, общественной и политической работе. В 1931—1974 гг. — на строительстве доменной печи на Чусовском металлургическом заводе, горновой, старший горновой, мастер домны № 3-бис, мастер доменного цеха Чусовского металлургического завода Пермского совнархоза.
Указом Президиума Верховного Совета СССР от 19 июля 1958 года присвоено звание Героя Социалистического Труда с вручением ордена Ленина и золотой медали «Серп и Молот».
Делегат XXI съезда КПСС.
Умер в Молотове в 1974 году.